# Natalia Montiel
Natalia Montiel (17 de noviembre de 1985) es una jugadora de bádminton argentina. Ganó el título del circuito nacional de dobles femeninos en 2013, y en dobles mixtos en 2016.

## Logros

### Desafío/serie internacional BWF
dobles mixtos
| Año  | Torneo                  | Pareja         | Adversario                     | Puntuación          | Resultado  |
| ---- | ----------------------- | -------------- | ------------------------------ | ------------------- | ---------- |
| 2016 | Argentina Internacional | Javier de Pape | Mateo Delmastro Micaela Suárez | 21–18, 21–23, 12–21 | Subcampeón |

     BWF International Challenge tournament
     BWF International Series tournament
     BWF Future Series tournament